# François Péron (résistant)
Pour l’article homonyme, voir François Péron.
François Péron, né le 16 février 1904 à Penmarc'h (Finistère) et mort le 25 février 1941 à  Concarneau (Finistère), est un résistant français et Compagnon de la Libération. 

## Biographie

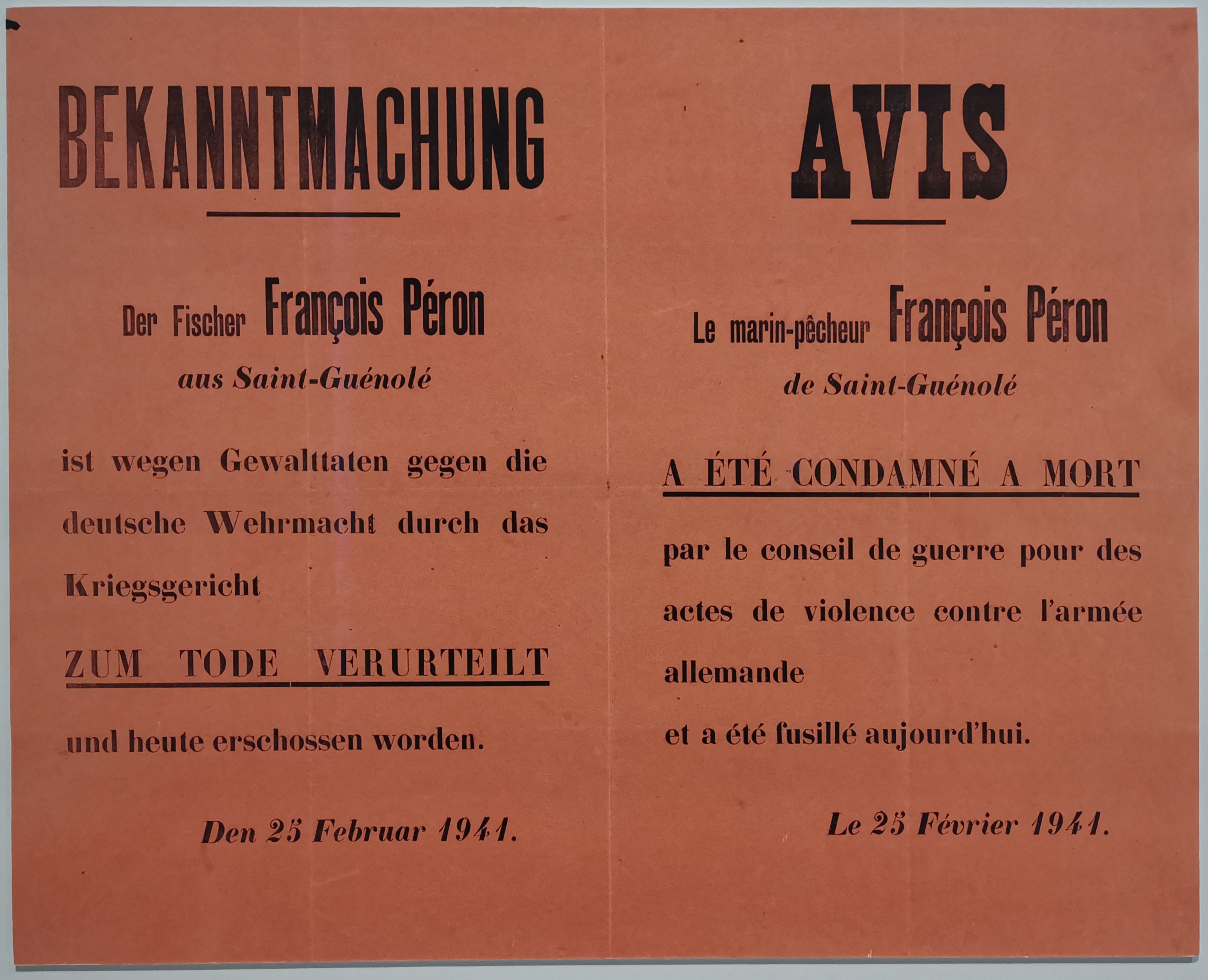
Affiche allemande annonçant la condamnation à mort de François Péron (25 février 1941) (fac-similé du musée de l'Ordre de la Libération, Paris)

Il est marin-pêcheur à Penmarc'h (Finistère). Il est démobilisé en juin 1940.
Mêlé à une bagarre avec une patrouille allemande lors d'un contrôle d'identité, il est arrêté et emprisonné à Quimper. Il est condamné à mort par un tribunal militaire allemand. En tentant de s'évader, il se brise une jambe. Il est porté sur un brancard pour être fusillé à Keriolet en Concarneau. Il est enterré dans son village natal.

## Décorations
- Chevalier de la Légion d'honneur
- Compagnon de la Libération à titre posthume par décret du 17 août 1941
- Croix de guerre 1939–1945 avec palme
- Médaille de la déportation pour faits de Résistance[1]

## Hommage
Une stèle en l'honneur de François Péron a été inaugurée le 25 août 2013 au square Jeanne-d'Arc de Beuzec-Conq à Concarneau.

## Sources principales
- Notice du site de l'Ordre de la Libération
- Alain Lozac'h, Petit lexique de la deuxième guerre mondiale en Bretagne, Éditions Keltia Graphic, Spézet, 2005.